# Йоэнсуу, Матти
Ма́тти Ю́рьяня Йо́энсуу (фин. Matti Yrjänä Joensuu; 31 октября 1948, Хельсинки, Финляндия — 4 декабря 2011, Валкеакоски, Финляндия) — финский писатель, писавший в жанре криминального детектива, был двукратно номинирован на премию «Финляндия».

## Биография
Родился 31 октября 1948 года в Хельсинки, в Финляндии.
В 1973 году окончил учебное заведение для полицейских и до своего выхода на пенсию в 2006 году работал в криминальном отделе полиции города Хельсинки.
C 1976 по 1993 годы написал ряд детективных романов после чего в течение десяти лет не публиковался. В 2003 году возобновил писательскую карьеру, а последний роман «Харьюнпяа и железная комната» (фин. Harjunpää ja rautahuone) вышел в свет в сентябре 2010 года. Ожидалось продолжение серии.
Скончался 4 декабря 2011 года в Валкеакоски в возрасте 63 лет.
Произведения автора переведены на 20 языков, в том числе и на русский.